# 三田学園中学校・高等学校
三田学園中学校・高等学校（さんだがくえんちゅうがっこう・こうとうがっこう）は、兵庫県三田市南が丘に所在し、中高一貫教育を提供する私立中学校・高等学校。
略称は「三学」（さんがく）。

## 概要[1]
三田藩士・小寺泰次郎の長男で、衆議院議員ならびに戦後初の神戸市長を務めた小寺謙吉氏が、旧三田藩の藩校・造士館の理念を受け継ぐとともに英国式近代教育を導入した学校設立をめざし、1912年に旧制三田中学校として開設した。
大学のキャンパス並みの面積である17万m2という校地を持つ。神戸電鉄横山駅から徒歩1分ほどであるが敷地が広いため、校舎までは徒歩6分ほどかかる。 付近には隣接する三田市立図書館などがある。創立当時の校舎である中学本館はイギリスのパブリックスクールであるイートン・カレッジを模したもので、同校の25周年記念図書館とともに国の登録有形文化財となっている。また、2009年（平成21年）には中学本館と東館が兵庫県の景観形成重要建造物の指定を受けた。

## 教育内容[3]
質実剛健、親愛包容を教育理念とし、クラブ活動と大学進学のための教育の両方に力を入れている。中学入学の段階から習熟度によりクラス分けをしている。

## 沿革[4]
- 1912年 (明治45年) - 開校。当時の校名は私立三田中学校。
- 1921年 (大正10年) - 校名を三田中学校に変更。
- 1947年 (昭和22年) - 学制改革により、新制三田中学校が設置される。
- 1948年 (昭和23年) - 学制改革により、新制三田高等学校が設置される。
- 1967年 (昭和42年) - 中・高ともに現校名に改称。
- 1998年 (平成10年) - 中学本館・記念図書館、国の登録有形文化財に登録される。
- 2007年 (平成19年) - 関学クラスを新設。
- 2009年 (平成21年) - 中学校が男女共学化。
- 2012年 (平成24年) - 高等学校が男女共学化。
- 2014年 (平成26年) - 人工芝グラウンド竣工。
- 2017年 (平成29年) - 全生徒にiPadを貸与。
- 2019年 (令和1年) - 同年度卒業生を以って関学クラス廃止。

## 部活動[5]
三田学園の伝統ある部活動のひとつが卓球部である。男子は2016年に創部67周年を迎え、2013年県新人大会団体戦ベスト8、近畿大会出場など全国大会18回出場。同じく2016年に創部8周年を迎えた女子チームは、2012年、2013年と2年連続で国体に出場している。
高校硬式野球部は1967年（第39回）、1969年（第41回）、1970年（第42回）、1991年（第63回）の4回、春の甲子園に出場している。夏の甲子園の出場はない。
また、サッカー部は高円宮杯 JFA U-18サッカーリーグにおいてプリンスリーグ関西2部に属する。2019年には兵庫県高校総体サッカー競技男子の部で優勝している。
卓球競技の強豪校でもあり、中高共に何度も全国大会へ出場している。
また、文化部では物理部が2021年、ロボカップジュニア日本大会2021オンラインで優勝し、RoboCup2021世界大会に出場、総合世界2位となった。

### 運動部
- 中学軟式野球部
- 高校硬式野球部
- 柔道部
- 卓球部
- 陸上競技部
- バスケットボール部
- ハンドボール部
- サッカー部
- 水泳部
- バレーボール部
- 剣道部
- バドミントン部
- 自転車競技部（休部）
- テニス部
- 弓道部
- 空手道部（休部）
- ソフトテニス部（休部）
- ワンダーフォーゲル部（休部）
- ダンス部

### 文化部
- 物理部
- 化学部
- 美術部
- 吹奏楽部
- ESS部
- 文芸部
- 軽音楽部
- 鉄道研究部
- 放送部
- コミック研究部
- 写真部
- 日本文化研究部（JCA）

2022年に写真同好会が写真部となり、全てのクラブの部活動化が完了した。

### その他
- 生徒会執行部

## 交通アクセス[2]
- 神戸電鉄（三田線・公園都市線）横山駅下車すぐ
- 神姫バス 市立図書館前停下車徒歩2分程度(校門まで)、三田学園停下車徒歩3分程度

## 著名な出身者

### 野球
- 榎原好 - プロ野球選手。
- 久代義明 - プロ野球選手。
- 伊勢孝夫 - プロ野球選手。
- 吉岡邦広 - プロ野球選手。
- 山本功児 - プロ野球選手。
- 淡口憲治 - プロ野球選手。
- 羽田耕一 - プロ野球選手・アマチュア野球指導者。三田学園野球部総監督。
- 中西弘明 - プロ野球選手。
- 貝塚博次 - プロ野球選手。
- 屋鋪要 - プロ野球選手。鉄道カメラマン・鉄道文化人。
- 中澤秀一 - プロ野球選手。介護福祉学者。
- 金沢幸彦 - プロ野球選手。
- 金沢信彦 - プロ野球選手。
- 藤岡寛生 - プロ野球選手。
- 岡本晃 - プロ野球選手。
- 山本歩 - プロ野球選手。
- 徳山武陽 - プロ野球選手。
- 藤村雅美 - アマチュア野球選手。

### 芸能
- 渡哲也[10] - 俳優。紫綬褒章受章。渡瀬恒彦の実兄。
- 渡瀬恒彦 - 俳優。渡哲也の実弟。
- にわつとむ - 俳優。
- 中西圭一 - ミュージシャン（クレイジーケンバンド）。
- 藤本一馬 - 音楽デュオorange pekoeメンバー。
- 藤本智司 - ギタリスト（元ロビン・クロスビー・バンド）、翻訳家、脚本家。
- 小林春彦 - 読者モデル、コラムニスト。

### 文化
- 南沢十七 - 小説家。
- 上羅芝山 - 前衛書家。
- 岸本裕史 - 教育者。
- 上田桑鳩 - 前衛書家。
- 新井節男 - 関西学院大学教授。
- 今村泰二 - 動物学者。紫綬褒章受章。
- 村上英樹 - 神戸大学大学院経営学研究科教授。
- 西村剛 - 京都大学霊長類研究所准教授。

### その他
- 田村直也 - スケート選手（ショートトラック）。
- 渕上紘行 - 北海道放送アナウンサー。
- 井巻久一 - マツダ株式会社代表取締役会長兼社長。
- 北畑隆生 - 経済産業事務次官。
- 田角陸[11] - ANYCOLOR株式会社代表取締役CEO。
- 末松信介 - 文部科学大臣、参議院議員。
- 井上隆智穂 - レーシングドライバー。
- 黒田みゆ - 日本テレビアナウンサー。
- 板倉敏和 - 消防庁長官、長野県副知事。[要出典]
- 杉本和範 - 第10代福井県小浜市長
- 広内仁   - NHK報道局政治部記者、『ニュースウオッチ9』メインキャスター